# Pierrette Alarie

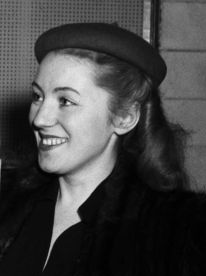
Pierrette Alarie

Pierrette Marguerite Alarie CC (9. November 1921 in Montreal – 10. Juli 2011 in Victoria, British Columbia) war eine kanadische Opernsängerin (Sopran) und Gesangspädagogin.

## Leben und Werk
Die Tochter des Dirigenten Sylva Alarie und der Schauspielerin und Sängerin Amanda Alarie studierte zunächst Schauspiel und Gesang bei Jeanne Maubourg und Albert Roberval. Im Alter von vierzehn Jahren hatte sie als Schauspielerin und Sängerin von Volksmusik erste Rundfunkauftritte. 1940 studierte sie Gesang bei Salvator Issaurel. Dort lernte sie den Tenor Léopold Simoneau kennen, den sie 1946 heiratete.
1938 debütierte sie mit den Variétés lyriques am Monument national mit einer Nebenrolle in Ralph Benatzkys Singspiel Im weißen Rößl. Als Stipendiatin des Curtis Institute of Music in Philadelphia setzte sie ihre Ausbildung von 1943 bis 1946 bei Elisabeth Schumann fort. 1945 gewann sie die Metropolitan Opera Auditions of the Air und debütierte im Dezember 1945 an der Metropolitan Opera als Oscar in Un ballo in maschera unter der Leitung von Bruno Walter. Im Januar des Folgejahres trat sie neben Raoul Robin als Olympia in Hoffmanns Erzählungen unter Leitung von Wilfrid Pelletier auf.
Alarie blieb drei Saisons an der Metropolitan Opera. 1949 ging sie mit ihrem Mann an die Opéra-Comique nach Paris, wo sie unter anderem die Titelrollen in Lakmé und Lucia di Lammermoor sang. Das Team Simoneau-Alarie wurde in den Folgejahren in ganz Europa erfolgreich und trat bei Festivals in Aix-en-Provence, Edinburgh, Glyndebourne, Wien, München, Baden-Baden und Würzburg auf. In Aix-en-Provence sang Alarie 1953 die Uraufführung der Konzertarien Chanson und Romance du Comte Olinos, die Werner Egk für sie komponiert hatte, in Salzburg 1959 unter Leitung von Karl Böhm die Isotta in Richard Strauss’ Die schweigsame Frau.
Auch in Nordamerika setzte Alarie ihre erfolgreiche Laufbahn fort, als Konzertsängerin, im Duo mit ihrem Mann oder als Bel Canto Trio mit ihrem Mann und dem Bariton Theodor Uppman. Für eine Aufnahme von Konzertarien von Mozert mit ihrem Mann erhielt sie 1961 den Grand prix du disque de l'Académie Charles-Cros. Sie arbeitete in Kanada für Rundfunk und Fernsehen, trat bei den Montreal Festivals auf und arbeitete mit der Opera Guild of Montreal.
Ihren letzten Bühnenauftritt hatte Alarie 1966, ihren letzten Konzertauftritt hatte sie 1970 mit ihrem Mann in Händels Messiah mit dem Montreal Symphony Orchestra. 1972 ging sie mit ihrem Mann und zwei Töchtern nach Kalifornien. Nachdem sie in den 1960er Jahren bereits an der École Vincent-d'Indy unterrichtet hatte, setzte sie nun diese Tätigkeit an der Oper von San Francisco fort. 1982 ging sie nach Victoria, wo sie mit ihrem Mann die Canada Opera Piccola gründete und leitete.
Der Name der Pierette Alarie wird zusammen mit erfolgreichen Sängerinnen aus Quebec wie Emma Albani, Béatrice La Palme, Louise Edvina und Pauline Donalda genannt. Sie und Simoneau waren 1959 die ersten Preisträger des Prix de musique Calixa-Lavallée. 1967 wurde sie zum „Officer of the Order of Canada“ (OC) und 1995 zum „Companion of the Order of Canada“ (CC) ernannt. 1990 wurde sie zur Chevalière des Ordre des Arts et des Lettres ernannt.